# Джессика Дрейк
Дже́ссика Дрейк (англ. Jessica Drake, род. 14 октября 1974 года в Сан-Антонио, Техас) — американская порноактриса, член залов славы AVN и XRCO, активистка полового просвещения.

## Карьера
Большую часть детства Дрейк провела в Техасе, в таких городах, как Сан-Антонио и Эль-Пасо, часто переезжая с места на место. Во время учёбы в колледже Эль-Пасо она стала работать в местном стрип-клубе. Позже, через агентство, она получила работу в другом клубе, где встретила порно-режиссёра Майкла Рэйвена, который вместе со своей женой Сидни Стил привели её в порноиндустрию. Первоначально Дрейк снималась для мужских журналов и Playboy TV, а в 1999 году решила стать порноактрисой и снялась в своём дебютном порнофильме. Первые два года она сотрудничала со студией Sin City, пока 31 мая 2002 года их контракт не закончился. В 2001 году она получила свою первую премию AVN в номинации «Лучшее исполнение стриптиза» за сцену в фильме студии VCA Pictures Shayla’s Web. В 2003 году несмотря на множество предложений от нескольких студий Дрейк подписала эксклюзивный контракт с компанией Wicked Pictures.
В 2004 году в разгар эпидемии СПИДа среди актёров Дрейк участвовала в съёмках только тех фильмов, в которых мужчины использовали презервативы. Однако, согласно её мнению «съёмки без презервативов намного безопаснее, чем секс с незнакомцем с бара».
Успех к актрисе пришёл в 2005 году после съёмки в фильме Fluff and Fold. За эту работу она удостоилась премии AVN в категории «Лучшая актриса — видео» и премии XRCO в категории «Сольное представление — актриса». В 2007 году Дрейк пригласили стать ведущей церемонии награждения AVN Awards. Там же она и сама получила свою вторую награду в категории «Лучшая актриса — фильм» за роль в фильме Manhunters. Кроме самих съёмок, Джессика также работала помощником режиссёра Брэда Армстронга, а в 2008 году и сама сняла фильм — What Girls Like.
21 октября 2016 года Дрейк открыла онлайн магазин по продаже фильмов для взрослых и сексуальных принадлежностей.
По данным на 2017 год снялась в 367 порнофильмах.

## Личная жизнь
В 2002 году Дрейк вышла замуж за порноактёра Эвана Стоуна, но уже в 2004 году пара развелась. В 2009 году она встречалась с режиссёром и актёром Брэдом Армстронгом.

## Премии и номинации
- 2001 AVN Award — Лучшая сцена стриптиза — Shayla’s Web
- 2002 NightMoves Adult Entertainment Award — Лучшая актриса, выбор редакции
- 2003 Adult Stars magazine’s Consumers' Choice Award — Best Overall Actress
- 2005 AVN Award — Лучшая сцена орального секса, Фильм — The Collector
- 2005 AVN Award — Лучшая актриса, Видео — Fluff and Fold
- 2005 XRCO Award — Лучшая сцена мастурбации, Актриса — Fluff and Fold
- 2006 Eroticline Award — Лучшая актриса, USA
- 2007 AVN Award — Лучшая актриса, Фильм — Manhunters
- 2007 AVN Award — Лучшее лесбийское порно, Фильм — FUCK (вместе с Фелисией, Кларой Джи и Катсуми)
- 2008 Eroticline Awards — Награда за выдающиеся достижения
- 2009 AVN Award — Лучшая актриса — Fallen
- 2009 AVN Award — Лучшая сцена двойного проникновения — Fallen
- 2009 XRCO Award — Лучшая сцена мастурбации, Актриса — Fallen
- 2010 включена в AVN Hall of Fame[18]
- 2010 номинация на AVN Awards в категории Best All-Girl 3-Way Sex Scene за фильм 2040 (вместе с Микайлой Мендес и Кейлени Леи)
- 2010 AVN Award — Лучшая сцена группового секса — 2040[19]
- 2011 XRCO Hall of Fame[20]
- 2012 XBIZ Award номинация — Исполнительница года[21]
- 2014 AVN Award — Лучшая сцена безопасного секса — Sexpionage: The Drake Chronicles[22]
- 2015 XBIZ Award — Лучшая актриса — пародия — Snow White XXX: An Axel Braun Parody[23]
- 2016 XRCO Award — Mainstream Adult Media Favorite[24]
- 2018 XBIZ Award — Лучшая сцена секса — Feature Release — An Inconvenient Mistress[25]